# تشارلز تومسون (رسام)
تشارلز تومسون (بالإنجليزية: Charles Thomson)‏ هو مصور ورسام وفنان وشاعر بريطاني، ولد في 6 فبراير 1953 في رومفورد في المملكة المتحدة.